# József Kiprich
József Kiprich (Tatabánya, 6 settembre 1963) è un allenatore di calcio ed ex calciatore ungherese, di ruolo attaccante.

## Palmarès

### Giocatore

#### Club
- Coppa dei Paesi Bassi: 4

Feyenoord: 1990-1991, 1991-1992, 1993-1994, 1994-1995
- Supercoppa dei Paesi Bassi: 1

Feyenoord: 1991
- Campionato olandese: 1

Feyenoord: 1992-1993
- Campionato cipriota: 1

APOEL: 1995-1996
- Coppa di Cipro: 2

APOEL: 1995-1996, 1996-1997
- Supercoppa di Cipro: 1

APOEL: 1996

#### Individuale
- Capocannoniere del campionato ungherese: 1

1984-1985 (18 gol)
- Capocannoniere del campionato cipriota: 1

1995-1996 (25 gol)